# 聖母幼稚園

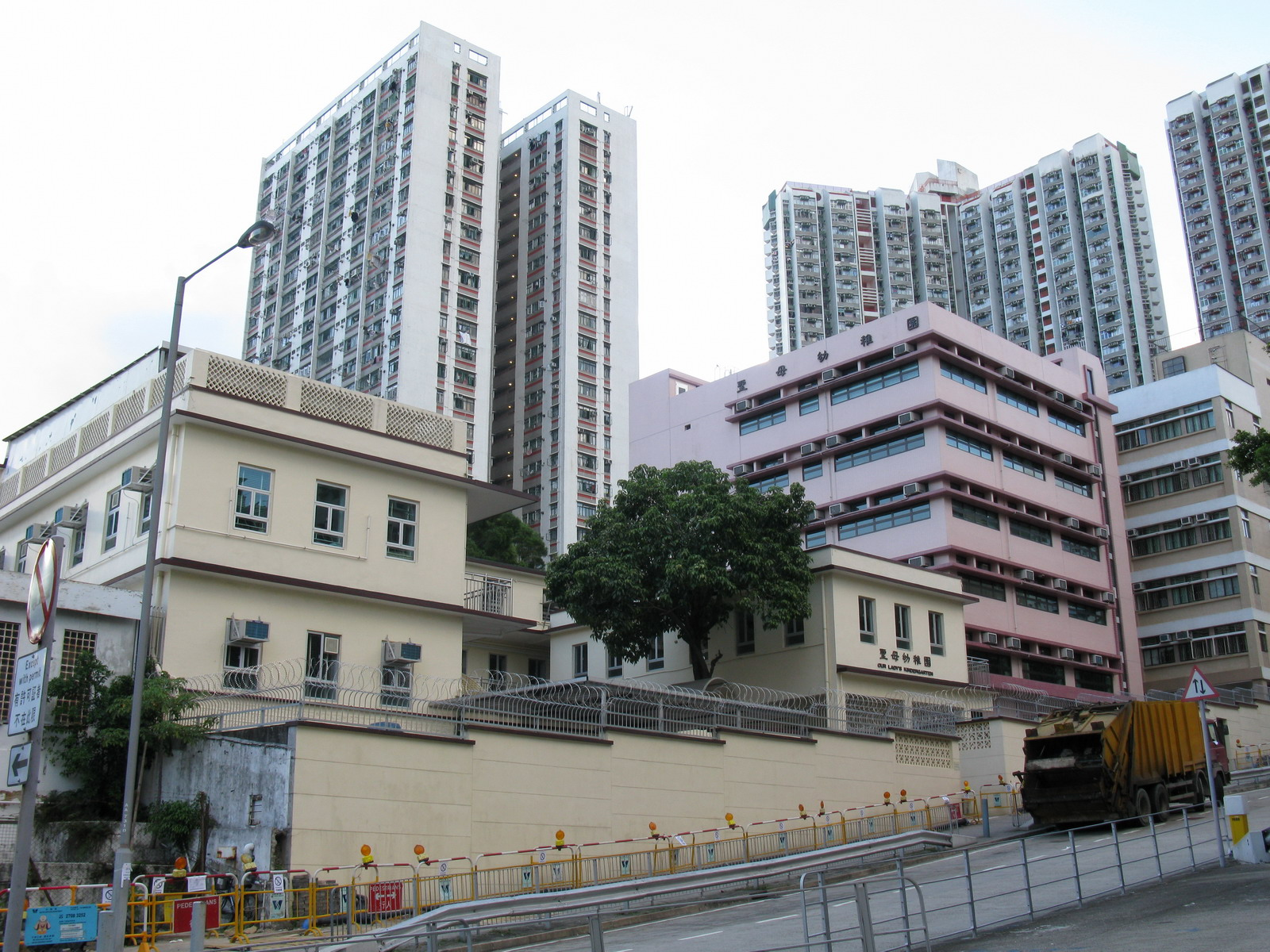
聖母幼稚園（2008年8月）

聖母幼稚園（Our Lady's Kindergarten）是一所由香港天主教母佑會所創辦的非牟利幼稚園，於1953年創校，歷史悠久。其直屬中學及小學分別為聖母書院及聖母小學。該校位於九龍黃大仙沙田坳道113-115號，現任校長為胡妙然修女。

## 辦學宗旨
以仁愛、理智、宗教及慈幼家庭精神，來培育學生對生命、品德、學業、靈性的熱愛。

## 學校歷史
| 年份 | 大事表                                                                                   |
| 1953 | 聖母學校在黃大仙竹園奠基。                                                               |
| 1954 | 聖母學校開辦幼稚園及小學一、二年級，由 Sr. Anthonietta Pilla（白志潔修女）任校監、校長。 |
| 1959 | 聖母學校在沙田坳道擴建校舍。增設英文中學部。                                             |
| 1961 | 聖母學校改名為聖母書院，分（中學部）、（小學部）及（幼稚園）。                           |
| 1979 | 聖母書院慶祝創校銀禧紀念，舉行開放日。                                                   |
| 1998 | 聖母書院（幼稚園）家長教師會成立，由九位家長及九位老師組成執行委員會。                   |
| 1999 | 聖母書院（幼稚園）改名為聖母幼稚園。                                                     |
| 2004 | 聖母幼稚園新翼落成。慶祝創校金禧紀念。                                                   |

## 學校設施
校舍環境偌大，佔地約3500平方米，由樓高三層的主校舍及樓高六層的新翼組成，是本港目前少數擁有獨立建築物的幼稚園。該校有課室12間、另設有創作室、遊戲室、視聽室、音樂室、碟趣坊、體能室、語言室、舞蹈室和圖書館。此外，還有一個操場及兩個戶外場地（包括一個後園種植小園地）。

## 班級結構
- 分上午班和下午班。
- 各設有幼兒班、低班及高班。

## 著名校友
- 黃芷晴:香港女童星（2018年畢業）
- 黃語芊:香港女童星（2018年畢業）

## 外部連結
- 聖母書院  （页面存档备份，存于）
- 聖母小學  （页面存档备份，存于）
- 聖母幼稚園 （页面存档备份，存于）
- 聖母幼稚園 Wikimapia （页面存档备份，存于）